# Carson (krater)
För andra betydelser, se Carson.
Carson är en nedslagskrater med en diameter på 38 kilometer, på planeten Venus. Carson har fått sitt namn efter den amerikanska författarinnan Rachel Carson.